# Пловдивска духовна семинария
Пловдивска духовна семинария „Св. св. Кирил и Методий“ e семинария под ведомството на Светия Синод на Българската православна църква.
Ръководител на семинарията е ректорът в качеството му на пратеник на Св. Синод. Средногодишно там се обучават 130 възпитаници на възраст от 14 до 19 години. След петгодишния курс на обучение семинаристите получават диплома за завършено средно богословско образование, която им дава право да продължат образованието си във висше учебно заведение или да започнат работа в структурите на Българската православна църква.

## История
През 1915 година Цариградска българска семинария се прехвърля в пределите на Царство България. Установява се в Пловдив и през септември същата година отваря врати за първа учебна година край Марица. Пръв ректор на Пловдивската семинария е архимандрит Евтимий, през 1923 година става архимандрит Панарет, по-късно – епископ Брегалнишки. По време на ректорството му (1923 – 1929) семинарията се сдобива с настоящата си сграда и се освещава параклис на светите братя Кирил и Методий.
След 1942 година духовното училище се евакуира от Пловдив и се устройва в Бачковския манастир. Там е пренесено най-ценното от богатата семинарска библиотека, но пожар през нощта на 10 декември 1947 година унищожава голяма част от съхраненото. През 1950 година семинарията е закрита по решение на комунистическата власт в тогавашната народна република, а бившата сграда на семинарията в Пловдив служи през годините за Английска езикова гимназия "Георги Кирков" и училище за музика и сценични кадри.
Филмът „Вчера“ от 1988 година, който илюстрира училищния живот в немската гимназия в Ловеч през 60-те години на XX век, е изцяло сниман в сградата на бившата духовна семинария.
Възстановяването на това значимо духовно средище е през учебната 1990/1991 година.

## В наши дни
Понастоящем, Пловдивската духовна семинария, наред със Софийска духовна семинария, са двете единствени духовни семинарии в България и обучават семинаристи в редовен петгодишен курс (за ученици, завършили 7-и или 8-и клас) и в двугодишен паралелен курс (за кандидати, завършили средно образование).
С протокол №46 от 18 декември 2013 г. Св. синод на Българската Православна църква дава своето благословение за откриване на Православна духовна академия „Св. св. Кирил и Методий“, която да се помещава в сградата на семинарията.

## Двор
Данните за строежа на двете основни сгради в имота, в който се помещава Семинарията, датират от 1890-те години. Първа е построена трапезарията, а основната сграда е градена в периода от 1903 до 1907 година. Имотът е придобит чрез покупка от Френския колеж „Св. Августин“ на 15 октомври 1923 година.
Основната сграда е по проект на известния някога архитект Мариано Пернигони, а строителството е възложено на Майстор Марко. Постройката е в стил неокласицизъм, еклектика и имитация на европейски образци с привнесени романтични елементи. От 10 август 1981 г. учебната и пансионна сграда са обявени за архитектурен и исторически паметник с национално значение.
Сградата има добре оборудвани пансионен и учебен корпус с изцяло подновена санитария, а също и концертна зала за 200 зрители. За нуждите на семинаристите има изградени кухня и трапезария, перален комплекс, баня, зала за тенис на маса. Семинарията разполага с медицински стационар.
Самостоятелно обособен е храм „Св. св. Кирил и Методий“, в който се извършват ежедневни утринни и вечерни богослужения, задължителни за всички питомци на учебното заведение. В празнични и неделни дни Храмът към Семинарията е отворен и за външни посещения. Характерни за богослуженията са автентичните източноцърковни песнопения.
В двора на Семинарията са експонирани археологически лапидарни паметници от II-IV век сл. Хр., класическия период на римския Тримонциум.

## Преподаватели и възпитаници

### Ректори
- архимандрит Евтимий (Сапунджиев) (1915 – 1923)
- архимандрит Панарет (Наумов) (1923 – 1929)
- епископ Смолянски Евлогий (Георгиев) (1930 – 1936)
- архимандрит Климент (Кинов) (1936 – 1938)
- архимандрит Флавиан (Попов) (1938 – 1940)
- епископ Стобийски Никодим (Пиперов) (1941 – 1947)
- архимандрит Йосиф (Диков) (1947 – 1950)
- епископ Адрианополски Евлогий (Стамболджиев) (1990 – 2005)
- архимандрит Сергий (Шапков) (2005 – 2009)
- епископ Константийски Антоний (Михалев) (1 юли до 3 юли 2009)
- ставрофорен свещеноиконом Добромир Костов (от 3 юли 2009)

### Преподаватели
- Атанас Михайлов – български просветен деец
- Борис (Разумов) – български митрополит
- Георги Кандиларов – български просветен деец
- Йона (Проданов) – български епископ
- Маньо Стоянов – български историк
- Михаил Ковачев – български църковен историк
- Наум (Димитров) – български митрополит
- Никодим (Пиперов) – български митрополит

### Възпитаници
- Антоний (Михалев) – български митрополит
- Арсений (Чакандраков) – български митрополит
- Варлаам (Пешев) – български митрополит
- Веселин Хаджиниколов – български историк, академик
- Йона (Проданов) – български епископ
- Константин Канев – български свещеник, историк-краевед
- Маньо Стоянов – български историк
- Пимен (Енев) – български митрополит
- Спас Райкин – български историк, професор
- Тодор Ташев – български психиатър, професор